# 雷州 (古代)
雷州，中国古代的州。
唐朝贞观八年（634年）改东合州为雷州，治所在海康县（今广东省雷州市）。以地名雷震得名。辖境相当今雷州半岛大部分地区。下辖海康县、徐闻县（今广东省徐闻县海安镇麻城村）、铁耙县（后改遂溪县）、椹川县（今广东省遂溪县乌塘镇湛川村）。天宝、至德年间曾改名海康郡。宋朝时，属广南西路。元朝至元十五年（1278年）置安抚司，至元十七年升为雷州路。明朝洪武元年（1368年）改为雷州府。
雷州刺史
- 陈文玉（631年）
- 张采（唐代宗时）
- 林绪（大和年间）
- 陈听思（大中年间）
- 柳仲郢（咸通初年）
- 林煜